# Vasko Atanasovski
Vasko Atanasovski, slovenski džezovski saksofonist in skladatelj, * 16. februar 1977, Maribor.

## Življenje in delo
Leta 1990 je Atanasovski osvojil prvo nagrado na tekmovanju mladih saksofonistov takratne SFR Jugoslavije. Pri sedemnajstih letih se je začel profesionalno ukvarjati z glasbo in se ukvarjal s plesnimi in gledališkimi projekti. Leta 1996 se je pridružil džezovski zasedbi Quatebriga.
Od leta 1997 se Atanasovski posveča predvsem lastni produkciji, tako je bil ustanovitelj in soustanovitelj številnih glasbenih skupin in projektov, kot so The Open trio, Trio Bahur, Kozica, Vasko Atanasovski iMPRODooM. Na koncertih je redno predstavljal glasbenike, kot so Carlo Rizzo, Anthony Coleman, Simone Zanchini, Antonio Marangolo in Michael Jefry Stevens. Znan je po svojem medžanrskem sodelovanju z jazz, rock, klasičnimi in ljudskimi glasbeniki, kot so Marc Ribot, Tommy Emmanuel, Glen Velez, Greg Cohen, Tamara Obrovac, Hindi Zahra, Zoltán Lantos, Bratko Bibič, Xu Fengxia, Krunoslav Levačić, Ewald Oberleitner, Han Bennink in s sestavi, kot so Living Colour, Carmina Slovenica, Festine Orchestra. Večkrat je sodeloval kot solist z orkestrom milanske Scale. Z makedonskim kitaristom Vlatkom Stefanovskim in komornim orkestrom je sodeloval pri projektu Ogenj in led. Njegov trio Vasco3 sestavljata Dejan Lapanja in Marjan Stanić. S Simonejem Zanchinijem, Michelom Godardom in Bodkom Jankejem je ustanovil svoj kvartet Adrabesa.
Atanasovski je gostoval na številnih evropskih festivalih; gostoval je v Evropi, Indiji, na Kitajskem, v Latinski Ameriki in New Yorku. Do leta 2021 je izdal 15 albumov. Njegove skladbe so našle pot tudi v svet gledališča, lutkovne umetnosti in plesa ter v repertoar solistov, ansamblov in zborov.

## Diskografija
- Vasko Atanasovski & Miran Stergulec Spev nad mestom (1998)
- Vasko Atanasovski Quartet: Vrocinska roza/Heat Flower, (Extraplatte 2002),
- Atanasovski-Berden-Bartoli trio: Suite de passion (Goga 2003)
- Atanasovski-Golob-Levačić Trio: Attic Dance (Jazz & Blues 2007)
- Bohemia (Racman 2009)
- Vasco3: Come to Me (Celinka 2012)
- Adrabeska Quartet: Phoenix (Moonjune 2020)

## Spletne povezave
- spletna stran